# Васильев, Роман Владимирович
Роман Владимирович Васильев (Бельцы, Молдова) — российский актёр театра, кино.

## Биография
Роман Васильев родился 9 сентября 1994 года в городе Бельцы, Молдавия.
В шесть лет вместе с семьёй переехал в Москву. Однако, спустя год, его отец погиб, поэтому мать одна воспитывала сына и младшую дочь. Роман рос застенчивым и скромным юношей. Окончив 9 класс, семья переехала в Калининград, где Васильев поступил в театральную студию «СТОП», которой руководил Борис Бейненсон. На тот момент среди известных выпускников студии были Артём Ткаченко, Сергей Друзьяк, Игорь Гудеев, Татьяна и Ольга Арнтгольц.
После школы юноша планировал пойти служить на флот в качестве кока, но затем решил попробовать поступить в Школу-студию МХАТ, куда его и зачислили. Так он оказался в мастерской Виктора Рыжакова, где был создан «Июльансамбль». Васильев принял участие в постановках «Пять рассказов о любви», «Платонов. FROH», «Фолкнер. Тишина», «Винни-Пух» и «Розенкранц и Гильденстерн».
Закончив вуз, юноша перешёл на работу в Центр имени Всеволода Мейерхольда, где он играл в спектаклях: «Несовременный» и «Современный концерт», «#ЧЁстихов: любить», «По-Чехову. Три сестры», «Олимпия», «Баал», «Лилиома» и "Питер Пэн. Фантомные вибрации.
Актёр дебютировал в кино в 2018 году в научно-фантастическом сериале «Лучше, чем люди», который в 2019 год вышел на платформе Netflix под брендом Netflix Original.
Так же в 2018 году с участием Романа вышло ещё два фильма — мелодрама «Девочки не сдаются», и американский детектив «Алиенист». В США молодому человеку посчастливилось работать с такими актёрами как Даниэль Брюль, Люк Эванс и Дакота Фэннинг.
В 2019 году актёр снялся в короткометражной драмеди «Жизнь в искусстве» Степана Азаряна, который был показан на кинофестивалях «Амурская осень», «Зелёное яблоко», «Святая Анна Live», Izmir Kisa Film Festival, International Shortfilm Festival Landau — La.Meko, Sose International Film Festival.
В 2021 году творческая биография Васильева пополнилась несколькими проектами: 5-й сезон «Ищейки», украинский мини-сериал «Ошибки молодости», сериал «России-1» — «Московский роман».
В 2021 году был объявлен актёрский состав российского сериала «Анна К», являющимся адаптацией произведения Льва Толстого «Анна Каренина» для стримингового сервиса Netflix. Сыграть возлюбленного Анны Карениной (Светлана Ходченкова) Алексея Вронского доверили Роману Васильеву. Однако, в 2022 году Netflix остановил работу над съёмками.
В 2022 году актёр появился в одной из главных ролей в криминальной драме «Идентификация», где он играет адвоката с ДЦП. Во время подготовки к роли артист общался с людьми с этим заболеванием, смотрел документальные ленты о церебральном параличе, перенял некоторую манеру от актёра Ар-Джея Митта, сыгравшего в американском сериале «Во все тяжкие».
Весной 2023 года вышел психологический сериал «Жить жизнь», снятый по одноимённому произведению Анны Богинской. Васильев сыграл роль доктора-хирурга Матвея, являющегося манипулятором, практикующим на женщинах методы психологического воздействия. В паре с актёром сыграла Любовь Аксёнова. Режиссёр Артём Аксёненко дал картине определение — жанровая антиутопия, в которой во всей красе показаны созависимые отношения и взаимные манипуляции. В сентябре 2024 года вышел 2-й сезон сериала. По мимо Аксёновой, в картине снялись Юрий Чурсин, Даниил Воробьёв, Дарья Мороз, Александра Ребёнок, Игорь Гордин и другие.
В ноябре 2024 года в прокат вышла историческая картина «Любовь Советского Союза», посвящённая расцвету советской киноиндустрии конца 1930-х — начала 1940-х годов. Роман Васильев снялся в главной роли в тандеме с Ангелиной Стречиной, где сыграл начинающего драматурга, ставшим лауреатом Сталинской премии, а затем и военным корреспондентом во время Второй мировой войны.
Актёр также известен по фильмам и сериалам «С небес на землю», «Бедный олигарх», «Контейнер», «Императрицы».

## Фильмография
| Год       |   | Название                           | Роль                                                         |
| --------- | - | ---------------------------------- | ------------------------------------------------------------ |
| 2018      | с | Девочки не сдаются                 | Ваня, оператор                                               |
| 2018      | с | Алиенист                           | индеец-пастырь                                               |
| 2018—2019 | с | Лучше, чем люди                    | бот-дворецкий                                                |
| 2021      | ф | #c_училища                         | Ренат                                                        |
| 2021      | с | Ищейка-5                           | Владимир Харитонов (Вовчик), парень погибшей Аллы Коротковой |
| 2021      | с | Московский роман                   | Алекс, друг Гарика                                           |
| 2021      | с | Ошибки молодости                   | Костя                                                        |
| 2022      | с | Елизавета                          | Голштинский, герцог                                          |
| 2022      | ф | Лебединое озеро                    | Владимир Рыжий                                               |
| 2022      | с | С небес на землю                   | Костя                                                        |
| 2022      | с | Бедный олигарх                     | Имя персонажа не указано                                     |
| 2022      | с | Идентификация                      | Имя персонажа не указано                                     |
| 2022—2023 | с | Контейнер                          | Роберт, кидала                                               |
| 2023—2024 | с | Жить жизнь                         | Матвей Анатольевич Андрейчук, онколог, пластический хирург   |
| 2023      | ф | Императрицы                        | Алексей Разумовский в молодости                              |
| 2024      | ф | Любовь Советского Союза            | Кирилл Туманов, драматург                                    |
| 2024      | с | Невский. Близкий враг              | фельдшер                                                     |
| 2024      | с | Плевако                            | Антонин Максименко                                           |
| 2025      | ф | Пророк. История Александра Пушкина | Константин Данзас                                            |
| 2025      | с | Беспринципные в Питере             | Андрей                                                       |
| 2025      | ф | Знакомство родителей               | Паша Нестеров, бывший парень Полины, мажор                   |
| 2025      | ф | Август                             | Казимир Павловский, диверсант                                |

## Номинации
В конце 2024 национальная академия кинематографических искусств и наук России представила номинантов премии «Золотой орёл», среди который оказался Роман Васильев. Его номинировали в категории «Лучшая мужская роль в кино» за участие в картине «Любовь советского союза».